# 李澤添
李澤添，大紫荊勳賢（1934年12月23日—2007年5月22日），广东廣州市从化區人氏，香港工人运动领袖之一，人称“添叔”。
李澤添1947年起在香港做制鞋工人，1954年加入港九鞋业职业工会，在香港六七暴動期間，曾是「鬥委會」成員。1988年至2000年间任香港工会联合会会长，退任會長後改任工聯會會務顧問。曾任第八、九、十届全国人民代表大会代表，預委會委員、籌委會委員、推選委員會委員。1999年获颁大紫荆勋章。2007年5月22日病逝于广州中山医院。